# Shipton’s Arch
| Uigurische Bezeichnung          | Uigurische Bezeichnung      |
| ------------------------------- | --------------------------- |
| Arabisch-Persisch (Kona Yeziⱪ): | تۆشۈك تاغ                   |
| Lateinisch (Yengi Yeziⱪ):       | Tɵxük taƣ                   |
| Kyrillisch (Sowjetunion):       | Төшүк тағ                   |
| andere Schreibweisen:           | Töshük tagh, Shipton’s Arch |
| Chinesische Bezeichnung         |                             |
| Kurzzeichen:                    | 阿图什天门                  |
| Umschrift in Pinyin:            | Ātúshí Tiānmén              |
| Umschrift nach Wade-Giles:      | A1t'u2shih2 t'ien1men2      |

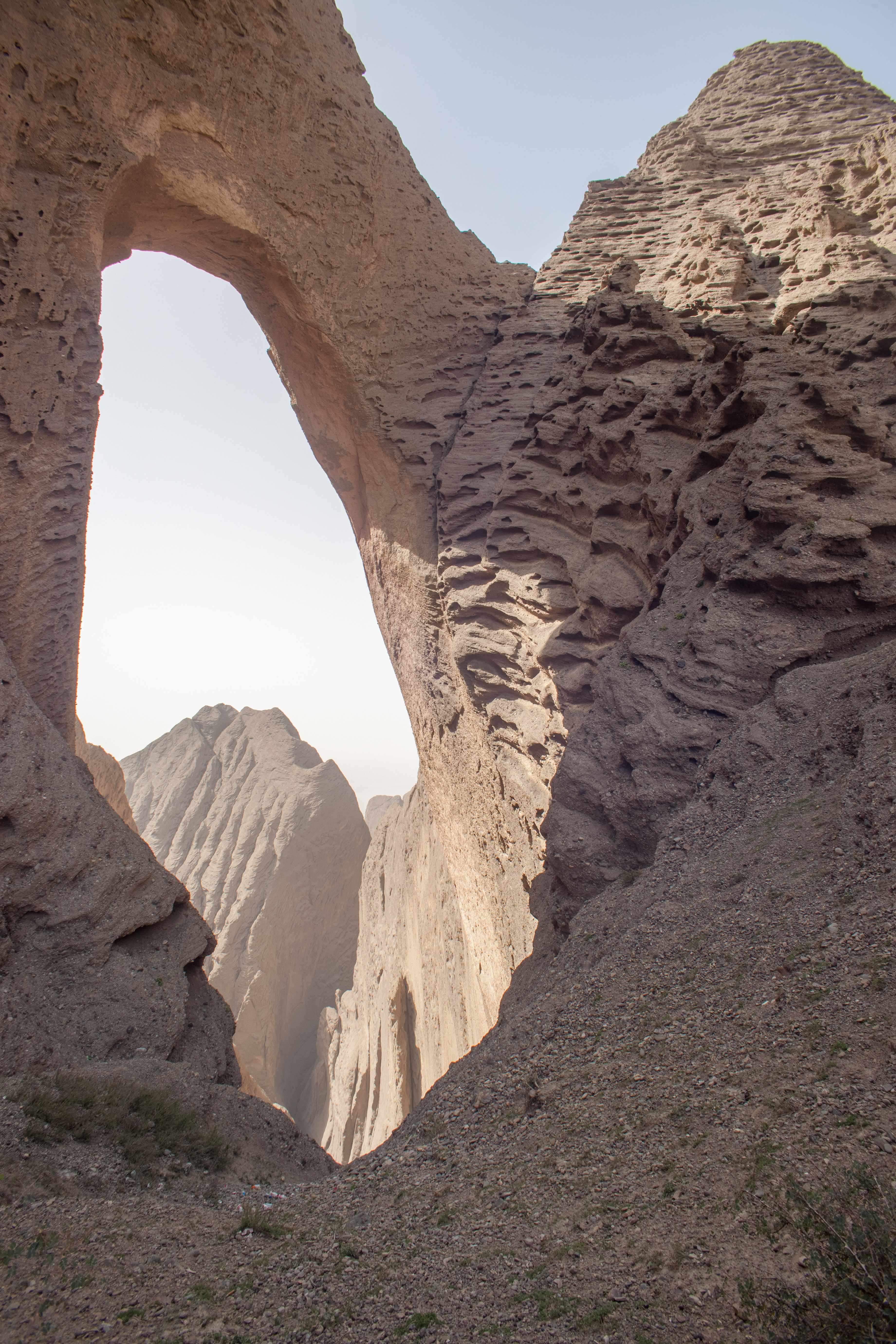
Shipton’s Arch

Shipton’s Arch (chinesisch 阿图什天门, Pinyin Ātúshí Tiānmén, wörtlich „Himmelstor von Artux“; uigurisch تۆشۈك تاغ, wörtlich „Lochfelsen“) ist ein Felsentor in Xinjiang, China. Das Felsentor liegt im Kirgisischen autonomen Bezirk Kizilsu nordwestlich von Kaschgar, in der Nähe von Artux, auf einer Höhe von 2925 m über dem Meeresspiegel. Mit einer Gesamthöhe des Bogens von ca. 360 m über der Talsohle ist es das höchste Felsentor der Welt.
Das Felsentor liegt am Rand eines tief eingeschnittenen Tals. Die Spannweite des Bogens beträgt ca. 60 m, die Höhe des Felsentors ca. 360 m, gemessen von der Talsohle auf der Nordseite des Bogens. Auf der Südseite befindet sich eine Geröllhalde, auf der mittlerweile eine Aussichtsplattform installiert ist. Die Höhe des Bogens oberhalb der Aussichtsplattform beträgt immer noch ca. 60 m.
Lokal ist das Felsentor seit langem bekannt; der einheimische uigurische Name bedeutet einfach „Lochfelsen“. Der international gebräuchliche englische Name geht auf den britischen Bergsteiger Eric Shipton zurück, der in den 1940er Jahren als Konsul in Kaschgar stationiert war und zahlreiche Expeditionen in die Umgebung unternahm. 1947 machte er das Felsentor in seinem Buch Mountains of Tartary erstmals einer größeren Öffentlichkeit außerhalb der Region bekannt. Das Felsentor war lange Zeit im Guinness-Buch der Rekorde verzeichnet, später jedoch gestrichen, da die genaue Lage aufgrund fehlender Angaben nicht verifiziert werden konnte. Erst 2000 wurde das Felsentor von einer Expedition der National Geographic Society aufgesucht und vermessen. Seitdem ist es zu einer Touristenattraktion geworden. Es werden regelmäßig von Kaschgar aus Tagesausflüge angeboten, und es wurden ein Besucherzentrum, Treppen und Wege installiert, um die mehrstündige Wanderung zum Felsentor zu erleichtern.